# Uwe Nerlich
Uwe Nerlich (geb. 29. Juni 1930 in Wassersleben bei Flensburg; gest. 23. März 2023 in München) war ein deutscher Sicherheitspolitiker.

## Lebensweg
Nerlich studierte Philosophie und Mathematik in Frankfurt am Main und in Cambridge (England); er war zeitweilig Fellow am King’s College London. Nach seinem Studium war Nerlich zeitweilig für den C. Bertelsmann Verlag tätig.
Nerlich wurde Mitarbeiter der im Winter 1960/61 gegründeten Studiengruppe für Rüstungskontrolle, Rüstungsbeschränkung und internationale Sicherheit, die von dem Bundestagsabgeordneten Fritz Erler, Experte der SPD für Verteidigungs- und Außenpolitik, und von Richard Balken, Leiter des Referates 302 („Abrüstung und Sicherheit“) im Auswärtigen Amt, initiiert wurde. Als Studiengruppe der Deutschen Gesellschaft für Auswärtige Politik (DGAP) tagte sie unter Erlers Leitung etwa vier Mal pro Jahr. Unter den Mitgliedern dieser Studiengruppe waren zwischen 1964 und 1966 Richard Balken, Wilhelm Grewe, Lothar Lahn, Herbert Müller-Roschach, Ulrich Scheske und Swidbert Schnippenkötter (Auswärtiges Amt), Volkmar Hopf und Herbert Trebesch (Verteidigungsministerium), Hans Speidel und Rolf Steinhaus (Bundeswehr), Kurt Birrenbach, Fritz Erler und Helmut Schmidt (Bundestag), die Journalisten Theo Sommer (Die Zeit) und Kurt Becker (Die Welt), Klaus Ritter von der Stiftung Wissenschaft und Politik (SWP), Wilhelm Cornides und Helga Haftendorn (DGAP) sowie die Professoren Karl Dietrich Bracher, Ulrich Scheuner, Ulrich Menzel und Carl Friedrich von Weizsäcker.
Vom 15. Oktober bis zum 15. November 1962 – und damit während der heißen Phase der Kubakrise von 14. Oktober 1962 bis 28. Oktober 1962 – hielten sich einige Mitglieder der DGAP-Studiengruppe, unter ihnen Nerlich und Hans-Adolf Jacobsen, zu einem Informationsbesuch in Amerika auf. Die Studiengruppe nahm in den USA Kontakt zu etwa 35 Forschungseinrichtungen wie Universitäten und Think Tanks und zu etwa hundert Wissenschaftlern und Sicherheitspolitikern auf.
Ende November 1963 trat erstmals die European Study Commission unter dem Vorsitz des französischen Generals André Beaufre in Paris zusammen. Unter den Teilnehmern war auch Uwe Nerlich. Sie erarbeitete in einer vertraulichen Studie das Konzept einer europäischen Atomstreitmacht, als Gegenmodell zur Multilateralen Atomstreitmacht (Multilateral Force, MLF).
Mitte der 1960er Jahre setzte Nerlich sich dafür ein, dass sich die Bundesrepublik Deutschland die Option auf eigene Atomwaffen offenhält.
Von 1965 bis 1995, also 30 Jahre lang, war Nerlich Wissenschaftler der SWP, und viele Jahre lang ihr Forschungsdirektor. Die erste klar als SWP-Ausarbeitung gekennzeichnete Publikation von Januar 1967 wurde von dem Sicherheitspolitiker Uwe Nerlich und dem Physiker Rudolf Botzian verfasst und trug den Titel „Auswirkungen eines Vertrages über die Nichtverbreitung von Atomwaffen auf den zivilen Sektor technisch-industrieller Entwicklungen“. Da Nerlich parallel zu seiner Arbeit in der SWP weiterhin auch für die DGAP tätig war, war er eines der personellen Bindeglieder zwischen diesen beiden Politikforschungsinstitutionen.
In den Jahren 1974 und '75 war Nerlich Fellow am Center for Advanced Study in the Behavioral Sciences der Stanford University.
Von 1978 bis 1987 war Nerlich Mitglied des Rates des International Institute for Strategic Studies (IISS) in London.
Nerlich war von Anfang an Mitglied der „Schäuble-Runde“, einer vertraulichen Runde im Bundeskanzleramt, die der damalige Kanzleramtschef Wolfgang Schäuble ab November 1988 regelmäßig einberief. Zu dieser Runde gehörten auch der damalige NATO-Generalsekretär Manfred Wörner, General Franz-Joseph Schulze (früherer NATO-Oberbefehlshaber Europa-Mitte), der CDU-Sicherheitspolitiker Volker Rühe, der zum 1. April 1992 Bundesverteidigungsminister wurde, und der Politikwissenschaftler, Zeithistoriker und Publizist Hans-Peter Schwarz.
Im Jahr 1988 war Nerlich Vizepräsident des European-American Institute for Security Research in Los Angeles und Visiting Distinguished Professor an der Naval Postgraduate School (NPS) in Monterrey, Kalifornien.
Am 28. Dezember 1995 erhielt Nerlich das Verdienstkreuz 1. Klasse der Bundesrepublik Deutschland.
Von 1995 bis 2002 war Nerlich Senior Vice President der Industrieanlagen-Betriebsgesellschaft tätig. Er war zugleich Direktor des IABG-Zentrums für Europäische Strategieforschung. Anschließend, von 2002 bis 2005, war Nerlich Senior Advisor der IABG.
Am 20. Mai 1996 erhielt Nerlich die Ehrendoktorwürde, verliehen von der Fakultät für Geistes-, Sozial- und Erziehungswissenschaften der Otto-von-Guericke-Universität Magdeburg
Von 2003 bis 2005 war Nerlich Vorsitzender der European Study and Defence Analysis Group (ESDAG) (2003–2005), einer gemeinsamen Initiative europäischer Forschungs- und Technologieorganisationen (RTOs) in den Bereichen Sicherheit und Verteidigung.
Im Jahr 2006 wurde Nerlich Gründungsdirektor des Centre for European Security Strategies (CESS) und blieb bis zu seinem Tod im Jahr 2023 dessen Geschäftsführer.
Nerlich starb am 23. März 2023 in München, im Alter von 92 Jahren. Er wurde in München auf dem Nordfriedhof in der Ungererstr. 130 beigesetzt.

## Publikationen (Auswahl)
Chronologisch nach Erscheinungsdatum, ohne Anspruch auf Vollzähligkeit
- mit Donald G. Brennan und Hans-Dieter Lohnherr (Hrsg.), „Strategie der Abrüstung: 28 Problemanalysen“. Krieg und Frieden, Bd. 1, Januar 1962
- „Die nuklearen Dilemmas der Bundesrepublik Deutschland“, in: Europa-Archiv, Folge 17/1965, S. 637–652
- (als Herausgeber), Beiträge der Sozialwissenschaft. 1. Krieg und Frieden im industriellen Zeitalter, C. Bertelsmann-Verlag, Januar 1966
- (als Herausgeber), Beiträge der Sozialwissenschaft. 2. Krieg und Frieden in der modernen Staatenwelt, C. Bertelsmann-Verlag, Januar 1966
- mit Herbert Schwucht, „Information für die Truppe“, Januar 1972
- „Der amerikanisch-sowjetische Bilaterismus und seine Auswirkungen auf die Sicherheit Westeuropas“, Arbeitspapiere zur Internationalen Politik vom Forschungsinstitut der Deutschen Gesellschaft für Auswärtige Politik, 1974
- Alliance and Europe: „Nuclear Weapons and East-West Negotiation“, Pt. 5, Adelphi Papers, Januar 1976
- „Die amerikanisch-sowjetischen Beziehungen 1970-1972. Innenpolitische Imperative, internationale Friktionen und der Durchbruch des Bilateralismus“. Stiftung Wissenschaft und Politik, Ebenhausen bei München, 1976
- mit Johan Jorgen Holst, „Beyond Nuclear Deterrence“, 21. Juli 1977
- „Western Europe's Relations with the United States“, in: Daedalus, Vol. 108, No. 1, „Looking for Europe“ (Winter 1979), the MIT press, pp. 87-111, https://www.jstor.org/stable/20024598
- mit Falk Bomsdorf, „Die Einhegung sowjetischer Macht. Kontrolliertes militärisches Gleichgewicht als Bedingung europäischer Sicherheit“, Nomos-Buch-Reihe Internationale Politik und Sicherheit (IPS) Band 14, 500 Seiten, 15. Januar 1982
- „Sowjetische Macht und westliche Verhandlungspolitik im Wandel militärischer Kräfteverhältnisse“, Nomos-Buch-Reihe Internationale Politik und Sicherheit (IPS) Band 13, 632 Seiten, 15. Januar 1983
- „Sowjetische Macht und westliche Verhandlungspolitik im Wandel militärischer Kräfteverhältnisse“, Nomos-Buch-Reihe Internationale Politik und Sicherheit (IPS), 27. Januar 1983
- „Streit um den Frieden. Bemerkungen und Meinungen zum Doppelbeschluss der NATO“, Deutsches Strategie-Forum, Herford und Bonn : Mittler-Verlag, 1983.
- „Soviet Asset - Military Power in the Competition Over Europe“ (v. 1) (Soviet Power and Western Negotiating Policy), August 1983
- „Western Panacea Constraining Soviet Power Through Negotiation“ (v. 2), Soviet Power and Western Negotiating Policy, 18. Oktober 1983
- mit James A. Thomson, „Soviet Problem in American-German Relations“, 1. Dezember 1985
- mit James A. Thomson (Hg.), „Das Verhältnis zur Sowjetunion. Zur politischen Strategie der Vereinigten Staaten und der Bundesrepublik Deutschland“, Nomos-Buch-Reihe Internationale Politik und Sicherheit (IPS) Band 20, 417 Seiten, 15. Januar 1986
- „Conventional arms control and the security of Europe“. Based on a Sept. 1987 Conference on Arms Control and Conventional Defense in Europe, held in West-Berlin. Boulder, Westview Pr, 1988. ISBN 81-337-5541-7
- mit James A. Thomson, „Conventional Arms Control and the Security of Europe“. A Rand Corporation Research Study, 8. Juni 1988
- mit Trutz Rendtorff und Lothar Waas (Hg.), „Nukleare Abschreckung. Politische und ethische Interpretationen einer neuen Realität“, Nomos-Buch-Reihe Internationale Politik und Sicherheit (IPS) Band 25, 889 Seiten, 15. Januar 1989
- mit Wolfgang Heydrich, „Stabilität, Gleichgewicht und die Sicherheitsinteressen des Vereinigten Deutschland. Definitionsstudien und Interessenanalyse.“, Januar 1991
- mit Wolfgang Heydrich, Joachim Krause, Jürgen Nötzold, Reinhardt Rummel (Hg.), „Sicherheitspolitik Deutschlands. Neue Konstellationen, Risiken, Instrumente“, Nomos-Buch-Reihe Internationale Politik und Sicherheit (IPS) Band 32, 826 Seiten, 15. Januar 1992
- mit Wolfgang Heydrich und Joachim Krause, „Sicherheitspolitik Deutschlands - neue Konstellationen, Risiken, Instrumente“, Januar 1992
- „Nato in the sixth Decade - unfinished business and new challenges“, SWP-Arbeitspapier AP 3134, Januar 2000
- mit David C. Gompert, „Shoulder to Shoulder: The Road to U.S.-European Military Cooperability - A German American Analysis“, 25. April 2003
- „The Alliance and Europe. Part V: Nuclear Weapons and East-West Negotiation“ (Adelphi Papers Reissue Paperback), 1. April 2006
- „Global Outlook: The Trump presidency, Year Two“, GIS Reports, Politics, 2. Januar 2018, https://www.gisreportsonline.com/r/trump-erratic-personality/
- „In the U.S., the 2020 presidential race is on“, GIS Reports, Opinion, 23. November 2018, https://www.gisreportsonline.com/r/2018-midterm-elections-trump/
- „Withdrawal from Syria: George Washington’s warning revisited“, GIS Reports, Politics, 7. Januar 2019, https://www.gisreportsonline.com/r/syria-us-withdrawal/
- „Political implications of terminating the INF Treaty“, GIS Reports, Opinion, 22. Februar 2019, https://www.gisreportsonline.com/r/inf-treaty-withdrawal/
- „Conventional Arms Control and the Security of Europe“, 12. April 2019
- „NATO at 70 – where does the alliance go from here?“ (part 1), GIS Reports, Opinion, 24. Mai 2019, https://www.gisreportsonline.com/r/nato-history/
- „NATO at 70 – where does the alliance go from here?“ (part 2), GIS Reports, Opinion, 31. Mai 2019, https://www.gisreportsonline.com/r/natos-structure/
- „Europe’s strategic future in global competition“, Part 1, GIS Reports, Security, 2. September 2019, https://www.gisreportsonline.com/r/europes-defense/
- „Europe’s strategic future in global competition“, Part 2, GIS Reports, Security, 3. September 2019, https://www.gisreportsonline.com/r/european-army/
- „U.S. impeachment’s Pyrrhic victories“, GIS Reports, Opinion, 6. März 2020, https://www.gisreportsonline.com/r/trump-impeachment/
- „Macron’s European defense initiative can work“, GIS Reports, Opinion, 10. April 2020, https://www.gisreportsonline.com/r/european-security-initiative/
- „Departing U.S. troops leave tough questions behind“, GIS Reports, USA, 24. August 2020, https://www.gisreportsonline.com/r/american-troops-europe/
- „The establishment is back in the U.S.“, GIS Reports, USA, 16. April 2021, https://www.gisreportsonline.com/r/america-is-back/
- „Russia between the U.S., China and Europe“, GIS Reports, Essay, 3. September 2021, https://www.gisreportsonline.com/r/russia-great-powers/